# Höfflinger (Adelsgeschlecht)

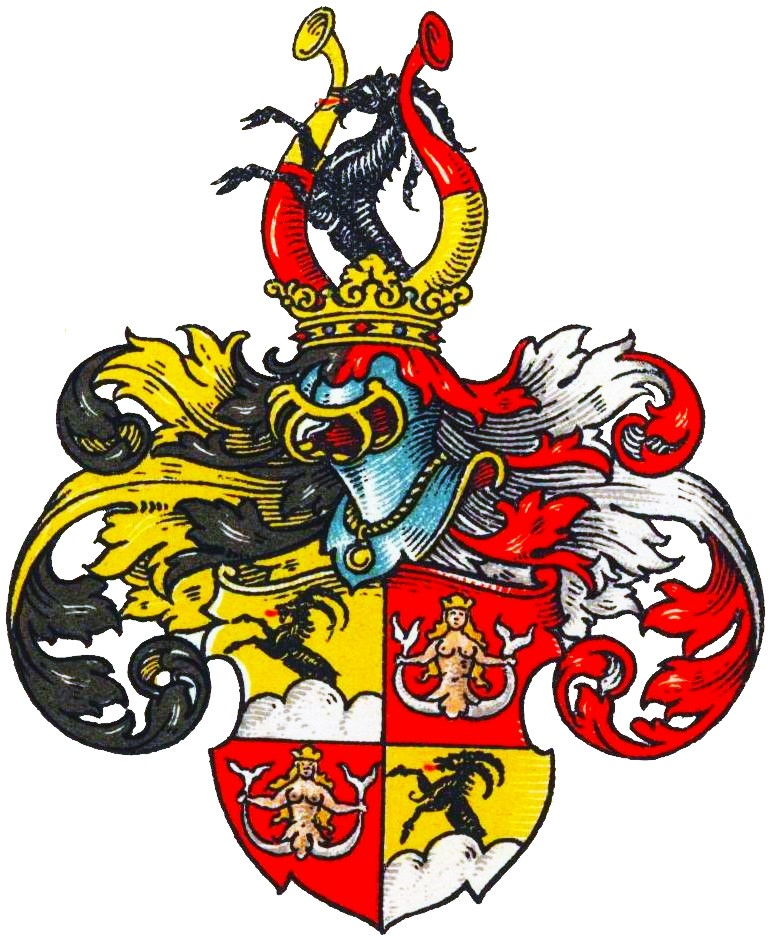
Wappen derer von Hoefflinger im Wappenbuch des Westfälischen Adels

Höfflinger (auch Höflinger, Hofflinger, Hoefflinger o. ä.) ist der Name eines erloschenen ursprünglich aus Österreich stammenden, später in Westfalen ansässigen Adelsgeschlechts.

## Geschichte
Das Geschlecht stammt ursprünglich aus Österreich, wo es nach Leopold von Ledebur und Ernst Heinrich Kneschke 1550 den Adelsstand verliehen bekommen haben soll. An anderer Stelle wird berichtet, dass Stammvater Hans Höfflinger schon 1546 von Kaiser Karl V. in den Adelsstand erhoben worden sein soll. 1559 erhielt der promovierte Jurist Sebastian Höfflinger, bereits 1549 fürsterzbischöflich-salzburgischer Rat und 1556 Kanzler, das Palatinat ad personam. 1568 erhielt er das erbliche Palatinat und die Rotwachsfreiheit. 1570 folgte für denselben die Erhebung in den rittermäßigen Adelsstand, verbunden mit einer Wappenbestätigung, Wappenbesserung und Lehenberechtigung. „Sebastian Höflinger zu Imolkhaim, der Rechten Doctor, Fürstlicher Saltzburgischer Rath, Cannzler, Pfleger zum Neuhauß unnd Comes palatinus“ verlieh am 10. Juli 1572 dem Mathias Klinger einen erhaltenen Wappenbrief, der mit seinem einhelmigen Adelswappen besiegelt ist. Des Weiteren ist ein Wappenbrief vom 9. Juli 1574 überliefert, den Sebastian Höflinger zu Imolkhaim seinem Verwalter des Hofurbar-Gerichts (Neuhaus), Wolf Adam Lasser, und dessen ehelichen Nachkommen verlieh.
Sebastian Höflinger zu Imolkhaims gleichnamiger Sohn war ebenfalls kaiserlicher Hofpfalzgraf (Comes Palatinus) und verlieh am 18. März 1588 zu Salzburg einen Wappenbrief mit Lehenartikel an Marthin Fraissam (Martin Fraysam), „Chiemseerischer Lastner zu Bischoffshouen“.
Bereits 1555 findet sich die Familie in Münster als Christoph Höfflinger einen Prozess führte. 1564 bekam derselbe Christoph Höfflinger die Ablösung einer Rente aus seinem Vaterhaus nahe dem Überwasserkirchhof bestätigt. 1587 war er Münsteraner Ratsherr. Caspar von Höfflinger war von 1591 bis 1616 bischöflicher Landrentmeister zu Münster. Ab 1595 saß die Familie auf Gut Brückhausen in Alverskirchen. Das Gut kam durch Caspar von Höfflingers 1595er Heirat mit Margaretha Bischopinck, Erbin von Gut Brückhausen, in die Familie Höfflinger, deren dortiger Zweig sich in der Folge von Höflinger zu Bruckhausen schrieb. Deren Sohn Ernst von Höfflinger († 1663), verheiratet mit Christine Herding, war 1643 Münsteraner Bürgermeister.
Johann Caspar von Höfflinger der Ältere († 1692) war 1626/7–1692 Dechant in Münster. Johann Caspar von Höfflinger der Jüngere († 1716) war 1673–1716 Kanoniker am Alten Dom zu Münster. Für 1670 führen die Münsterschen Lehnakten Ernst Melchior Hofflinger zu Brückhausen und Osterhaus, beide Kirchspiel Alverskirchen. Ernst Melchior von Höfflingers Schwester, Johanna Maria von Höfflinger, war mit einem von Neumont zu Holthausen, einem münsterschen Lehen, verheiratet. Ernst Melchior Höfflinger hatte einen Sohn, Franz Ernst von Höfflinger, wie sein Vater Herr zu Brückhausen. Dessen Sohn Clemens August von Höfflinger, kurfürstlicher Kämmerer, war ebenfalls Herr zu Brückhausen. Um 1800 war er Obristwachtmeister und Inhaber des Münsterschen Infanterieregiments „von Höfflinger“. Eine Wilhelmine von Höfflinger war ab 1820 Vorsteherin der Clemensschwestern in Münster.
Mit Wilhelmina Carolina von Höfflinger († 1787) stellte die Familie 1774–1787 eine Äbtissin von Sünte Marienrode. Die Familie erlosch mit dem Tod von Friedrich Franz Andreas von Höfflinger († 1861). Er war mit Anna von Wintgen verheiratet. Da die Eheleute jedoch kinderlos blieben, vermachte Franz Andreas von Höfflinger seinen Besitz einem Neffen seiner Frau, August Freiherr von Twickel aus Haus Ermelinghof.
Nach der Familie wurde der Höfflingerweg in Münster benannt.

## Persönlichkeiten
- Sebastian Höflinger von Imolkhaim (* 1533; † 28. November 1584), kaiserlicher Hofpfalzgraf, 1556–1573 Kanzler des Erzbischofs von Salzburg[24]
- Ernst von Höfflinger († 1663), 1643 Bürgermeister von Münster
- Wilhelmina Carolina von Höfflinger († 1787), 1774–1787 Äbtissin von Sünte Marienrode

## Wappen

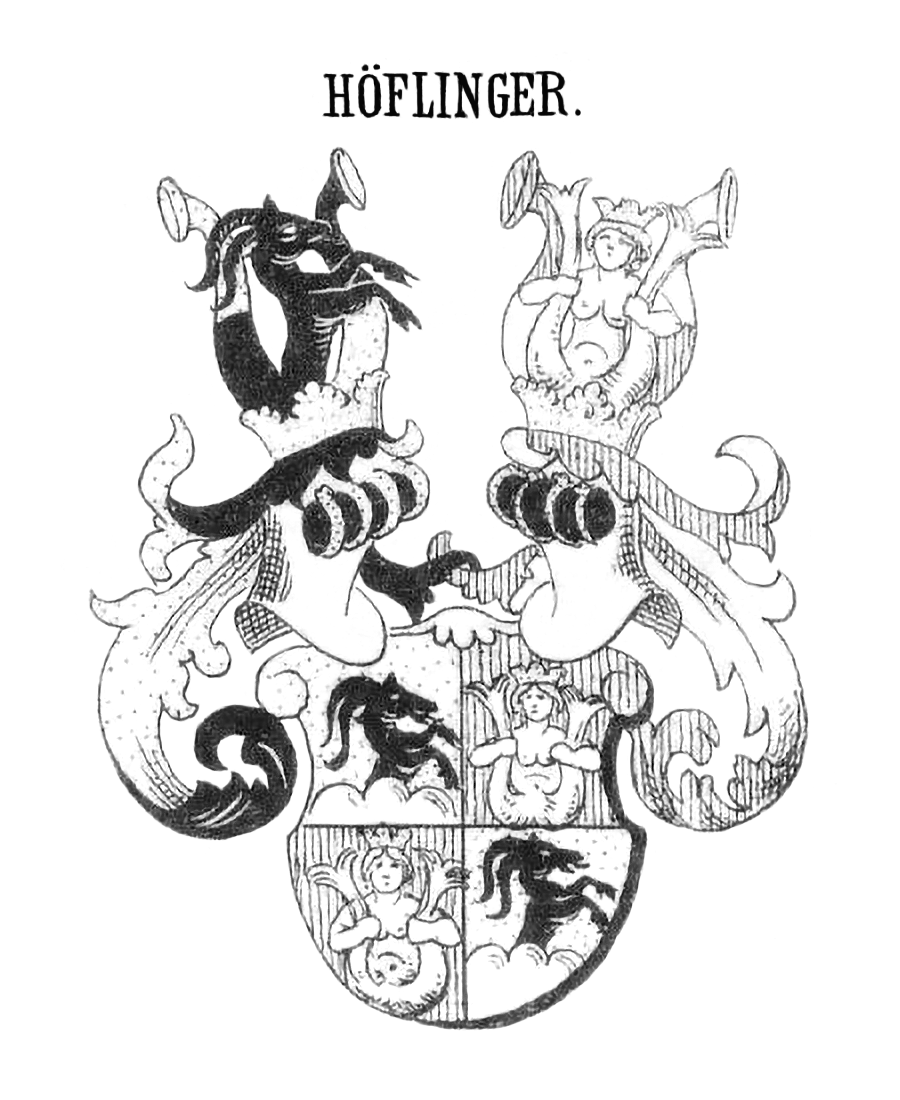
Ritterstandswappen von 1570

Blasonierung: Von Gold und Rot geviert. Felder 1 und 4 ein springender schwarzer Bock; Felder 2 und 4 eine silberne gekrönte Seejungfrau, die ihre beiden Fischschwänze aufhebt. Auf dem gekrönten Helm mit rechts schwarz-goldenen und links rot-silbernen Helmdecken zwei von Gold und Rot übereck geteilte Büffelhörner, dazwischen der Bock wachsend.
Das Ritterstandswappen von 1570 hat zwei gekrönte Helme: rechter mit schwarz-goldenen Decken und dem Bock zwischen zwei golden-schwarz-übereckgeteilten Büffelhörnern, linker mit rot-silbernen Decken und der Seejungfrau zwischen zwei rot-silbern-übereckgeteilten Büffelhörnern.